# 仮面ライダー×仮面ライダー W&ディケイド MOVIE大戦2010
- 仮面ライダーシリーズ
  - 仮面ライダーW > 仮面ライダー×仮面ライダー W&ディケイド MOVIE大戦2010
  - 仮面ライダーディケイド > 仮面ライダー×仮面ライダー W&ディケイド MOVIE大戦2010
  - MOVIE大戦シリーズ > 仮面ライダー×仮面ライダー W&ディケイド MOVIE大戦2010

『仮面ライダー×仮面ライダー W&ディケイド MOVIE大戦2010』（かめんライダーかめんライダー ダブルアンドディケイド ムービーたいせんにせんじゅう）は、2009年12月12日より東映系で公開された、特撮テレビドラマシリーズ「平成仮面ライダーシリーズ」の『仮面ライダーW』と『仮面ライダーディケイド』の劇場版作品。
キャッチコピーは、「本当の始まり。-仮面ライダーW ビギンズナイト- / 本当の終わり。-仮面ライダーディケイド 完結編-」、「仮面ライダーW、誕生の秘密。 / 仮面ライダーディケイド、最後の勇姿。」。

## 概要
放送中の仮面ライダー・前作の仮面ライダーが共演するクロスオーバー作品「MOVIE大戦シリーズ」の第1弾。同時に『ディケイド』の放送開始と共に始まった「平成仮面ライダー10周年プロジェクト」の第4弾にして最後を締めくくる「平成仮面ライダー10th 冬の陣」という位置付けでもある。『W』としては初の、『ディケイド』としては2作目にあたる劇場版作品。『劇場版 仮面ライダーディケイド オールライダー対大ショッカー』のエンドロール後に公開が発表され、『ディケイド』テレビシリーズ最終話放送後に公式に発表された。
本作品はWとディケイドのそれぞれのエピソード2編＋最終エピソード1編の計3編で構成されており、『ディケイド』⇒『W』⇒『MOVIE大戦』の順で上映される。監督の田﨑は本作品の構成を「カレーライスとカツ丼が出された後に、さらにカツカレーが出されたようなもの」と評している。それぞれが1つの映画として制作されているため、東映の企業ロゴが各冒頭に計3回流される。これは2010年に公開された『仮面ライダー×仮面ライダー オーズ&ダブル feat.スカル MOVIE大戦CORE』も同様。
従来の劇場版と同様に、劇場版初登場ライダー（仮面ライダースカルと仮面ライダーキバーラ）と、劇場版限定フォーム（仮面ライダーディケイド 激情態、仮面ライダーディケイド 最強コンプリートフォーム、仮面ライダーW サイクロンサイクロン&ジョーカージョーカー）が登場する。また本作品以降、放送中の番組の主役ライダーの新フォーム（本作品では仮面ライダーW ファングジョーカー）の先行登場、テレビシリーズに先駆けて新たな仮面ライダーの登場（本作品では照井竜 / 仮面ライダーアクセル）が恒例となる。

## 物語内容
『W』のエピソードは『仮面ライダーW ビギンズナイト』と題され、Wの「本当の始まり」となる仮面ライダーWの誕生秘話が描かれる。翔太郎とフィリップが仮面ライダーを始める理由となった背負うべき“罪”が明らかになり、亜樹子が父の荘吉の死を知る場面が描写されるなど、テレビシリーズに組み込まれた作りになっている。関連書籍によると『W』テレビシリーズの第12話と第13話の間に起きた事件であるとされる。テレビシリーズ第13話・第14話の劇中ラジオ番組『園咲若菜のヒーリングプリンセス』にて“骸骨男”や“死人が蘇る”などの本作品の事件に関連する話題が挙がるが、その時点ではすでに解決済みの事件のためフィリップも興味を示さない。
『ディケイド』のエピソードは『仮面ライダーディケイド 完結編』と題され、ディケイドの「本当の終わり」となるテレビシリーズ最終話の後日譚が描かれる。『ディケイド』のテレビシリーズ最終話などで流れた公開決定当初の予告編は、劇場版クランクイン前に初期の脚本を基に劇場版告知用に撮られたイメージ映像であり、この予告編にあった場面は決定稿となる劇場版本編には存在しない。同様にはテレビシリーズ最終話から時間が経過している設定となっており、終盤の展開におけるディケイドと紅渡と剣崎一真を中心としたライダーたちとの闘いも本作品では特に触れられていないが、2010年5月の関東ローカルの再放送では、再編集された「最終話【特別編】」が公開され、終盤の展開が大きく異なり『ディケイド 完結編』によりスムーズに繋がるラストに変更された。また、ディレクターズカット版では冒頭の「これまでの仮面ライダーディケイドは…」のナレーション自体が省かれている。
そして最終エピソードは『MOVIE大戦2010』と題され、ディケイドとスーパーショッカーの最終決戦にWが参戦し、Wとディケイドが『オールライダー対大ショッカー』と同様に共演する。栄次郎が死神博士になった記憶があったり、ユウスケが変身するクウガ ライジングアルティメットが再登場し、『MOVIE大戦2010』ではディケイドとWが『オールライダー対大ショッカー』での対面を覚えているなど同作を踏まえた設定や要素も反映されている。

## ストーリー・章

### 『仮面ライダーディケイド 完結編』
紅渡により自分の本来の使命を宣告され、遂に世界の破壊者であることを受け入れてしまった門矢士 / 仮面ライダーディケイドは、「ライダー大戦」を勃発させた後、姿を消した。
光夏海の悲痛な叫びも空しく、士はディケイドに変身して多くの仮面ライダーたちを次々と倒していく。そしてディケイドは、小野寺ユウスケが変身した仮面ライダークウガ アルティメットフォーム（ダークアイVer.）を激戦の末に倒し、その使命を完遂する。全てのライダーを倒した士の前に姿を現したのは、彼を止めるという決意を固め、仮面ライダーキバーラとなって士との戦いに臨む夏海だった。
そんな戦いの最中、ゾル大佐として力を得た鳴滝は、光栄次郎をスーパー死神博士として覚醒させ、共に新たなる組織スーパーショッカーを結成。世界征服達成の切り札となる“神を越える力”のネオ生命体の誕生を目論んでいた。

### 『仮面ライダーW ビギンズナイト』
クリスマスイブの日、左翔太郎 / 仮面ライダーWら鳴海探偵事務所の面々は、有名歌手の睦月安紗美から「亡き姉を見つけ出してほしい」という奇妙な依頼を受ける。
翔太郎と相棒のフィリップ / 仮面ライダーWは調査を進めるうちに、風都で密かに発生している怪奇現象「死人還り」が原因と知る。2人の前に不慮の死を遂げたはずの鳴海荘吉が現れる。荘吉は仮面ライダースカルに変身し、Wに襲い掛かる。戦闘中、フィリップは鳴海亜樹子に荘吉の死を明かしてしまう。さらにその死に対して負い目のある翔太郎は、荘吉が変身したスカルに手も足も出せず、Wはスカルに惨敗する。
このことによって鳴海探偵事務所の足並みが崩れてしまい、探偵業を辞めるべきかと苦悩する翔太郎はフィリップと共にある場所におもむく。そこはWが誕生した「ビギンズナイト」の場所であった。

### 『MOVIE大戦2010』
逃走したダミー・ドーパントを追いかけていたWはいつの間にかスーパーショッカーと戦うディケイドの世界へと迷い込んでしまう。
ディケイドとW、運命と正面から向かい合った2人の仮面ライダーが再び出会った時、遂に最終決戦の幕が上がる。

## 登場人物
ここでは本作品オリジナルの登場人物、オリジナル要素の多いドラスについて記述する。

### 『仮面ライダーディケイド 完結編』の主な登場人物
岬 ユリコ（） / 電波人間タックル
士と行動を共にする、天真爛漫な女性戦士。本来は仮面ライダーと同様の改造人間でありながら、全ての世界を敵に回した士の唯一の心の支えとなろうとする。
原典では仮面ライダーストロンガーのパートナーだが、本作品では自分の“居場所”を探し求めている。しかし、実際は下記の蜂女の攻撃によって既に亡くなっており、魂が実体化した存在となっていた。
夏海に襲い掛かった蜂女との再戦で、ウルトラサイクロンを発動させて痛手を負わせるが、自身は力を使い果たしてしまったため夏海に「居場所ができた」と告げて消滅した。

### 『仮面ライダーW ビギンズナイト』の主な登場人物
鳴海 荘吉（） / 仮面ライダースカル
亜樹子の父で鳴海探偵事務所の初代所長。一人称は「俺」。本編では名前と後姿のみの登場だったが、テレビシリーズ第31話に顔写真とビギンズナイトの回想シーン（本作品の映像の流用）が登場した。翔太郎の探偵の師匠で、彼から「おやっさん」と呼ばれ慕われており、翔太郎が探偵としてのみならず人間として強く憧れる存在であった。生身でもドーパントと対等に渡り合えるほど戦闘能力が高く、本作品にてミュージアムの戦闘員数人、『オーズ&ダブル feat.スカル』の『スカル メッセージforダブル』にてマスカレイド・ドーパント数体やスパイダー・ドーパントと素手で互角に戦っている。幼馴染の文音（シュラウド）から託されたロストドライバーとスカルメモリを使用して仮面ライダースカルとなっていたが、「ガイアメモリを仕事で使用しない」ことをポリシーとしているためにビギンズナイト当日まで翔太郎もミュージアムもその事実は知らなかったのか、彼の変身を目の当たりにして一同が衝撃を受けていた描写がある。この時に見たスカルの戦闘や決め台詞は、後に仮面ライダーとなった翔太郎とフィリップにも色濃く受け継がれている。
荘吉の「依頼人の身の安全を第一に考え、依頼人には決して火の粉が降りかからないようにする」という信条は、現在の翔太郎だけでなくフィリップにも影響を与え、Wの行動原理となっている。荘吉とは直接会うことがなかった竜も、テレビシリーズ第31話において荘吉の話と写真を見た際に「会ってみたかった」と呟いている。
ビギンズナイトでシュラウドの依頼でガイアタワーからフィリップを救出したが銃撃を受け、フィリップを翔太郎に託して力尽きた。力尽きた直後に突如現れたタブー・ドーパントの攻撃で開いた穴に遺体が落ちてしまったことから、遺体は未だ見つかっていない。そのため、彼の唯一の形見となった縁に切れ目のある白いソフト帽は、事務所の帽子掛けに掛かっている。ユートピアとの最終決戦の際、翔太郎がこの白いソフト帽を被った。
翔太郎はビギンズナイトにおいて自らが荘吉の指示に従わなかったことが荘吉の死の原因と考えており、亜樹子には語ろうとしなかったが、その後の本作品のエピソードにおいて語られたため、テレビシリーズ本編第31話の時点で亜樹子は父の死を既に受け入れている。
- 翔太郎に今際の際に被せた帽子の切れ目は荘吉のものであると分かりやすいように現場判断で入れられたもので、冴子と戦った際に傷ついたということを本作品で回収し、鳴海探偵事務所に飾ってある帽子を翔太郎が被らないという基本設定からの逆算で、荘吉にとっての帽子が帽子の似合う男というのが一人前の証であると定義づけられた。

劇場版『仮面ライダーW FOREVER AtoZ/運命のガイアメモリ』
スカルの姿で翔太郎の前に現れてロストドライバーを彼の前に置いた。後にフィリップからの別れのプレゼントの箱にもそれが収められている。
- 当初はNEVERの羽原レイカがロストドライバーのスペアを持ってきたという理屈付けがあり、レイカがロストドライバーを着けて仮面ライダーとなって翔太郎と戦うというシーンであったが、夢か現かでドライバーが届いた、というイメージに変更された。

劇場版『仮面ライダー×仮面ライダー オーズ&ダブル feat.スカル MOVIE大戦CORE』
プテラノドンヤミーが持つメモリーメモリの効果で、彼が初めてスカルに変身した際の事件が明らかになっている。
「Nobody's Perfect」 PV
テラー・ドーパントと戦う姿が描かれた。
ジオラマ小説『S.I.C. HERO SAGA KAMEN RIDER W -Playback-』
ビギンズナイトで死亡したことで、彼自身も死者となっており、テレビシリーズ第48話において消滅したフィリップが彷徨った死者の世界にて、スカルに変身した状態で姿を現し、風都タワーから落ちた小野寺由恵を助けた。

睦月 安紗美（）
今回の鳴海探偵事務所の依頼人。姉妹デュオ「エリカ&アサミ」として活動していたが、姉の恵里香を事故で亡くす。その後もソロで活動していた人気歌手。「死人還り」で目撃した姉を捜すように翔太郎たちに依頼する。
その後姉に会いたい一心でロベルトの正体を知りつつも接触したが、騙されて危機に陥るも翔太郎とフィリップに救われる。事件解決後は姉の死を受け入れ生きる道を選んだ。

睦月 恵里香（）
1987年3月7日生まれ。妹・安紗美と共に活動していた歌手だったが、5日前の2009年6月23日に起こった遊覧船の海難事故で死亡認定されるも遺体は発見されていない。「死人還り」を追う翔太郎らの前に姿を見せる。

ロベルト 志島（） /  ダミー・ドーパント
恵里香の墓のある教会の神父で著名人の親睦会「闇と静寂の会」会長。
「死は神聖なる儀式」として捉え、「死人還り」に不快感を抱く素振りを見せるが、裏の顔はデス（死神）のガイアメモリの所有者で、その能力で死人を蘇らせていたが、実際はデスではなく、ダミー・ドーパントの変身者。様々な人物に擬態することで、死人が蘇ったように見せかけていた。

### 『MOVIE大戦2010』の主な登場人物
ソウキチ / 仮面ライダースカル
ラストシーンで登場。士が翔太郎に託したライダーカードの力で登場する別世界の荘吉。
マスクのみ変身を解き翔太郎たちの前に現れ、「誰だか知らんが良い顔をしているな坊主。帽子が様になるのは一人前の証拠だ」と翔太郎を褒めオーロラカーテンの向こうへ消えた。
- 本作品全体のオチとして、ディケイドと共演したことで起こった奇跡でWが救われたという展開となった。

## 本作品オリジナルの仮面ライダー
ここでは本作品オリジナルライダーとフォームをついて記述する。

### 仮面ライダーキバーラ
夏海がキバーラの力で変身した本作品オリジナルの仮面ライダー。
夏海が持っているキバーラと共に「変身」と声を合わせ、キバーラが「チュ」と呟くことで魔皇力を注入され、夏海の額と周りが無数のハートに包まれて鎧を纏うことで変身する。魔皇力を注入する噛み付き動作はなく、キバーラは直接ベルトに一体化した形になる。素手による格闘のほか、細身の剣キバーラサーベルを武器とした華麗な剣技を駆使して戦う。
『キバ』に登場する仮面ライダーたちはフエッスルと呼ばれる武器の召喚と必殺技の発動に使用するアイテムがあるが、キバーラには装備されていない。また原典での『キバ』でのキバット族の力で纏わせる鎧はファンガイアでない装着者の命を大幅に削るが、夏海に何らかの副作用が出た様子はないため、このキバーラの鎧は人間の装着も想定されて製作された可能性がある。
『ディケイド 完結編』では、全てのライダーを倒した激情態のディケイドを止めるために変身し、士がわざと自分の攻撃を受けて倒されたことで、消滅したライダーや世界を蘇らせた。その後、復活したディケイドや他の世界のライダーたちと共にスーパーショッカーに立ち向かったり、『MOVIE大戦2010』では死神博士から戻った栄次郎を助け出すことに成功した。
武器
キバーラサーベル
蝙蝠の片翼を模した細身の剣。柄頭で突くことによって光家秘伝「笑いのツボ」を押すことも可能。

必殺技
ソニックスタッブ
紫色の光の翼を背面に発生させ、キバーラサーベルを逆手に持って斬りかかる。
斬撃（名称不明）
紫色の光を纏ったキバーラサーベルで敵を斬り裂く。ドラスに対して、仮面ライダー電王 超クライマックスフォームのデンガッシャー ソードモードによる同時攻撃にて使用。

客演情報
ジオラマ小説『S.I.C. HERO SAGA MASKED RIDER KIVA EDITION -KING OF VAMPIER-』
『仮面ライダーキバ』の小説作品（テレビシリーズ最終回のIFストーリー）で、現代編のヒロインである麻生恵が、自身が身についているウェディングドレスを自分と同じ色に似ていると気に入られたキバーラによって変身させた。
スピンオフ作品『RIDER TIME 仮面ライダーディケイドVSジオウ ディケイド館のデスゲーム』
『ディケイド』と『仮面ライダージオウ』のクロスオーバー作品。オーマジオウ戦で登場。

### 仮面ライダースカル
荘吉がロストドライバーとスカルメモリを使用して変身する仮面ライダー。Wのプロトタイプ的存在でもある。変身時はWと同様に風が巻き起こる。
骸骨を模した顔を持ち、白い帽子とボロボロの白いマフラーを身に着けている。帽子は変身前に被っているもので、変身時に一度帽子を外し、変身後に再び被り直す。帽子の陰には「S」字の傷状のラインがある。顔の部分のみ変身解除することも可能。Wとは違ってセントラルパーテーションがブラックアウトされ、ブレスとアンクレットは骨、胸は肋骨をモチーフとしている。
総合的なスペックは特別高いわけではないが、変身する荘吉自身の卓越した身体能力・戦闘技術と強化された骨格を中心とした体が相まって極めて高い戦闘能力を発揮し、幹部クラスドーパントとも華麗な戦闘を繰り広げている他、スカルメモリの「骸骨の記憶」がロストドライバーによって極限まで高められており、それを元にした高い身体能力・持ち前の格闘術を活かした格闘戦、専用武器スカルマグナムを使用する銃撃戦を得意とする。テレビシリーズの続編でもある漫画作品『風都探偵』では、荘吉が変身中、血肉が通わず、冷たい死体のような肉体になっていることが判明している。
決め台詞は戦闘開始時に右手を相手に向けながら発声する「さあ、お前の罪を数えろ!」。この台詞は荘吉の死後は翔太郎に受け継がれている。
本編開始の時点で荘吉は故人になっているため、本人が登場するのは『ビギンズナイト』の回想シーンと『オーズ&ダブル feat.スカル』の『スカル メッセージforダブル』のみである。『ビキンズナイト』ではダミー・ドーパントが擬態した偽者が登場。『MOVIE大戦2010』では士がライダー大戦の際に所持していたライダーカードで「別の世界」のスカルが出現した。テレビシリーズ第13話では都市伝説のイメージ場面（骸骨男と呼ばれている）で登場。『運命のガイアメモリ』で翔太郎の前に現れたスカルは彼が思い描いていたイメージとされ、フィリップの気持ちを翔太郎に気付かせた後、彼の前にロストドライバーを置いて消滅した。
- 脚本の三条は、荘吉は生身の状態でも超人のため、仕事にガイアメモリを使わないことをポリシーとしていた荘吉が限度を超える事態が起こってスカルに変身することから、スカルを探偵の仕事ではなく悪を制裁するモードに入ったということとしている[10]。
- デザイン上アンテナの数がWが「2」、アクセルが「1」をコンセプトとしているのに対し[23]、スカルは「0」をキーワードとしている[24][17]。胸部ボーンプロテクション[25]の模様は肋骨を表している[26]。Wと戦う骸骨のライダーということから、悪役のライダーのつもりで描かれたという[27]。
- 髑髏同様、当初からアンテナがないことが決め事とされていたため、帽子を被せるというアイデアに繋がり、実物の髑髏を意識して逆スラント形状を多用し、頭が抉られているように処理されている[28]。帽子は衣装部が用意した荘吉のものを基に新規造形されている[29]。
- 変身ポーズは沢田研二をイメージしている[30]。

ツール
ロストドライバー
メモリスロットを右側モノスロットのみに備えたジョーカーの物と同様のメモリドライバー。純正化メモリ専用に特化したダブルドライバーのプロトタイプにあたり、『オーズ&ダブル feat.スカル』の『スカル メッセージforダブル』にてスカルメモリと共にシュラウドから得た物である。そして同様にベルト右側にはマキシマムスロットが装着されている。
漫画作品『風都探偵』では、『ビギンズナイト』の際のタブー・ドーパント戦で激闘の末に破損し、使用不能になったことが明かされている。
- 撮影用プロップはダブルドライバーの改造。

スカルメモリ（S / 黒）
骸骨の記憶を宿したWの所有するガイアメモリのプロトタイプ。Wのソウルメモリと同様にプラチナ端子を持つ。骨格を中心に人間の身体組織を強化し、身体能力を極限まで引き出すことが可能。ロストドライバーに装填して展開した際の角度に合わせて、ガイアディスプレイのイニシャルが右斜めに描かれている。
漫画作品『風都探偵』では、『ビギンズナイト』でガイアタワーの中心であるカプセルに閉じ込められたフィリップを救い出すためにメモリの効果で侵入することに成功するが、その直後に消滅していることが明かされている。
スカルマグナム
スカル専用のエネルギー光弾銃。トリガーマグナムのプロトタイプで、全体的に黒一色となっているが、ボディサイドの反動抑制装置であるスカルスタビライザーは赤の横倒しになった「S」字状のディテールが認められる。
トリガーマグナムとは異なり、マキシマムドライブの発動時以外でも常に銃身をマキシマムモードにしており、連射は行わない。これは荘吉の「一撃必殺」の信条に基づく。また、スカルメモリ未装填の状態でもタブー・ドーパントのエネルギー弾を相殺するほどの威力を持つ。
スタッグフォンなどのメモリガジェットを上面後方のガジェットマウントに合体することで、攻撃にバリエーションを持たせることも可能だが、実際に使用されることは無かった。
- トリガーマグナムを黒くしてWの一部を消すことで、縦から見た際にSが現れるようになっている。
- 撮影用プロップはトリガーマグナムの改造。

マキシマムドライブ
ライダーキック
『超・電王トリロジー』の『EPISODE YELLOW』では仮面ライダーディエンド コンプリートフォームが召喚したスカルが使用。右脚に紫のエネルギーを収束して空中に跳び上がり、急降下しながら跳び蹴りを叩き込む。
『オーズ&ダブル feat.スカル』の『スカル メッセージforダブル』では荘吉が変身したスカルが使用。胸部の外骨格、ボーンプロテクションの肋骨状の部分を展開し、紫色の骸骨型のエネルギーを発生させ、それは敵を威嚇するように咆哮を上げると上空へ上昇、スカル自身もマキシマムスロットにスカルメモリを装填して空中に跳び上がり、スロットのボタンを押し込むと同時にそれを跳び回し蹴りの要領で敵に向けて骸骨のエネルギーを蹴り飛ばす。通常のマキシマムドライブと違い、メモリの使用者に大きなダメージを与えるため、最悪の場合、命を落としてしまう可能性がある。荘吉の性格ゆえに技に名称は無いが、書籍での表記は「ライダーキック」となっている。
スカルパニッシャー
スカルメモリを装填し、マキシマムモードに変形させたスカルマグナムから強力な破壊光弾を連射する。

専用ビークル

スカルボイルダー
シュラウドが装備換装式のオートバイとして設計・開発したスカル専用の特殊モーターサイクル。外見はWのハードボイルダーに酷似しているが、カラーリングが黒になっており、車体に描かれている「W」の文字が横倒しになった「S」となっている。スカル専用であったが後にシュラウドに換装パーツを拡充・改装され、ハードボイルダーとしてWに受け継がれる。前輪に弾丸やミサイルなど対巨大化ドーパントの兵器ユニバーサルランチャーを装備している（劇中未使用）。
- ベース車種：ホンダ・CBR1000RR
- 撮影用の車体はハードボイルダーの改造。

客演情報
『仮面ライダー×仮面ライダー×仮面ライダー THE MOVIE 超・電王トリロジー』
『EPISODE YELLOW』において、仮面ライダーディエンド コンプリートフォームの手によって召喚される。
『仮面ライダーW FOREVER AtoZ/運命のガイアメモリ』
翔太郎にロストドライバーを渡す幻として登場。
『仮面ライダー×仮面ライダー オーズ&ダブル feat.スカル MOVIE大戦CORE』
『スカル メッセージforダブル』において、荘吉が初めて変身した時の過去が描かれている。

### サイクロンサイクロン&ジョーカージョーカー
ファイナルフォームライド・Wのライダーカードで分離・変化した仮面ライダーWのFFR（ファイナルフォームライド）形態。右半身はフィリップ、左半身には翔太郎の人格が宿っている。
変形してすぐに必殺技を放ち、元のWに戻っていたため、それぞれ分離した2体にどういう能力をもっていたかは判明しなかったが、ダブルドライバーに同じメモリが2つ装填されており、よりそれぞれのメモリ個々の能力に特化している模様。
- 両形態共にデジタル処理によるカラー変換とアクション用スーツの換装であり、スーツは制作されていない[40][41]。ジョーカージョーカーのスーツの右側は現場処理でスカルのものを使用している[41]。

連携技
トリプルエクストリーム
ディケイドのディメンションキック、サイクロンサイクロンとジョーカージョーカーが、サイクロンジョーカーのジョーカーエクストリームの要領で放つ両足蹴りによる同時攻撃。
他のFFR形態とは異なり、ファイナルアタックライドのライダーカードは使用しないまま放つ。

## 本作品オリジナルの怪人
オリジナルキャラクターではない登場怪人については仮面ライダーシリーズ登場怪人一覧を参照。

### ネオ生命体
スーパー死神博士が秘かに創造したスーパーショッカーの切り札となる究極生命体にして“神を越える力”。緑色の液体状の姿で、小型の水槽の中で育てられ、高エネルギーの生命体を取り込むことで成長する。少年のような姿と無邪気な言動をし、外に出て遊び（＝暴れ）たがっている。生みの親であるスーパー死神博士を「パパ」、蜂女を「ママ」、ディケイドを「おにいちゃん」と呼称する。神を越える力と言うだけの事はあり、別世界から来たドーパントの存在も認知していた。
物語中盤に蜂女を取り込み成長、その際スーパークライス要塞の起動とともに、ディケイドと遊ぶための「オモチャ」として、平成12大ライダーをも圧倒するほどの“最強最悪の怪人”ドラスを誕生させた。
『MOVIE大戦2010』ではスーパークライス要塞と同化、巨大生物のように意のままに操り猛威を振るう。その後、『W ビギンズナイト』から登場するダミー・ドーパントをその身に取り込み、“究極生命体”アルティメットDへと変異する。

#### ドラス
液状のネオ生命体が瀕死の蜂女を身体に取り込み成長した際に作り出した「おもちゃ」の究極生命体。スーパー死神博士曰く“最強最悪の怪人”および、海東曰く“邪悪な金属生命体”。
腕からはエネルギー弾を、右肩のマリキュレイザーからは分子破壊光線を放つ。身体が傷ついても、付近の物質と融合して再生強化する。
強靭な肉体と戦闘能力を持ち、ディケイド率いる12人のライダーをも同時に相手にしながらも圧倒するが、ディケイド最強コンプリートフォームと最強フォームに変身した9大ライダー、ディエンド、キバーラたちの連携攻撃の前に敗れた。

### アルティメットD
『MOVIE大戦2010』に登場。巨大兵器を失ったネオ生命体が、逃走しようとしたダミー・ドーパントの体を乗っ取って変異した究極生命体。口調や声色はそれまでの少年のようなものから、成人男性のような野太いドスの利いたものに変化した。
頑強そうな巨体からは想像不可能なほどの高速移動を駆使した攻撃を行う。胸部からは太陽の表面温度に匹敵するエネルギーの高温の赤色破壊光弾アルティメットボムを発射し、両手の爪はライドブッカー ソードモードと互角の切れ味を誇る。総合戦闘能力は単独で一国を滅ぼすほどといわれる。ただし、素体となったダミー・ドーパントの擬態能力は喪失している。
ディケイドとWを二人同時に相手にしながらもその圧倒的な力で翻弄するも、ディケイドがフィリップ曰く“切り札”となるFFRカードを用いて、Wをサイクロンサイクロンとジョーカージョーカーの二人の仮面ライダーに変形させて放ったトリプルエクストリームを受けて倒された。
- ドラスを踏まえたデザインで、とにかく強そうな感じにしている[48][49]。赤い染みの部分は、金属に血が染み出したような感じで、ドラスが染み出したというニュアンスとなっている[48][49]。

### 巨大兵器
スーパークライス要塞
スーパーショッカーの超巨大飛行要塞。クライシス帝国のクライス要塞をスーパーショッカーが改造・復活させた。
原典の『BLACK RX』では単なる移動要塞としてしか機能しなかったが、本作品ではネオ生命体が中核に据えられており、ネオ生命体がドラスを誕生させたことに伴い復活。ネオ生命体が意識を同期させることで意のままに操り巨大生物のように動く。
原典登場時の姿の他に胴体部を反転させ地上戦形態の地上モードへの変形も可能となり、圧倒的火力と機動力でライダーたちと激戦を繰り広げる。
ディレクターズカット版ではハードマンモシャーを持ち上げて投げるという芸当を見せる。
- 『BLACK RX』のミニチュアでは実現できなかった雨宮慶太のデザインをCGで再現している。

マンモスメカ
スーパークライス要塞から投下されたマンモス型の大型破壊兵器。要塞が空から、こちらは地上からディケイドたちに猛攻をしかけた。
『MOVIE大戦2010』で破壊された頭部にWのハードタービュラーが接続したことでハードマンモシャーに変化し、ヒートメモリのマキシマムドライブによって分離され、炎上しながらスーパークライス要塞に特攻し、要塞もろとも破壊された。
ハードマンモシャー
リボルギャリーの体当たりとディケイドのファイナルアタックライドで頭部部分が破壊されたマンモスメカにW ルナメタルが搭乗したハードタービュラーを強制ドッキングさせた特殊形態。
Wがヒートメタルにチェンジしたことで灰色から赤色に変化した。その後ヒートのマキシマムドライブを発動して分離し、炎をまとった状態で特攻攻撃を行った。

### ドーパント
『仮面ライダーW ビギンズナイト』における敵。

デス・ドーパント
「デス」のガイアメモリの力を持つと標榜し、風都の死人還りの事件の首謀者とされるドーパント。大鎌を武器とする。
劇中に登場したのはダミー・ドーパントの擬態であり、本物が別に存在するのかどうかは不明。ロベルト志島のイメージに基づく変身と思われるが、本物のデス・ドーパントを目撃した誰かの記憶から作り出した姿の可能性もある。
- あまり予算をかけないため、布の身体にドクロを繋げている。

漫画『風都探偵』
第119話「yの魔窟」に本物が登場。裏風都の殺し屋である矢ノ神夜一が変身する。
ダミー・ドーパントは、実在していた本物の姿を見て取り入れたのだろうとフィリップは推察している。しかし、本物が放つ不気味な威圧感は偽物とまるで比べ物にならず、対峙したWは恐ろしい強敵であるとすぐに悟った。

ダミー・ドーパント
ロベルト志島が「ダミー」のガイアメモリで変身した「複製」の記憶を宿したドーパントで、デス・ドーパントの実際の姿。コネクタの位置は左手。人物や有機物や無機物などあらゆる姿や能力を複製・擬態できる。ただし、擬態能力以外の戦闘能力は皆無に等しい。
最期はネオ生命体に取り込まれた。
- 模様のみを身体に描いて武器のようなものを持たせないことで、情けないようにしている。

## 本作品オリジナルの登場組織

### スーパーショッカー
『仮面ライダーディケイド 完結編』での敵で、ディケイドを始めとしたオールライダーに敗れた大ショッカーの残党が再編成され誕生した新組織。組織の紋章は「S」を模した双頭の鷲。
前身と同様、複数の世界から結集した様々な悪の組織・種族の怪人たちで構成されている。大ショッカーと比較すると組織としては小規模化しているが、新たに加わった怪人も多数おり、各組織、各種族の中から選りすぐって、かつて歴代の仮面ライダーを苦しめた精鋭怪人が集結した。そのため、前作のような無尽蔵の怪人軍団ではなく、幹部級怪人が戦闘員を引き連れる構成になっている。
ネオ生命体とスーパークライス要塞の二大切り札による以前以上の勢力拡大と、ライダー大戦に乗じた世界征服を狙っている。
幹部
- 鳴滝 / ゾル大佐
- 光栄次郎 / スーパー死神博士

主要メンバー
- 蜂女
- ネオ生命体
  - アルティメットD
  - ドラス

- スーパーショッカー戦闘員

マシン
- スーパークライシス要塞
- マンモスメカ

## キャスト

### 「仮面ライダーディケイド 完結編」
- 門矢士 - 井上正大
- 海東大樹 - 戸谷公人
- 小野寺ユウスケ - 村井良大
- 光夏海 - 森カンナ
- 岬ユリコ / タックル - 広瀬アリス
- 蜂女 - 及川奈央
- 鳴滝 / ゾル大佐 - 奥田達士
- ネオ生命体 - 小宮明日翔
- 光栄次郎 - 石橋蓮司

#### 友情出演
- アスム（響鬼） - 小清水一揮
- ワタル（キバ） - 深澤嵐
- カズマ（ブレイド） - 鈴木拡樹
- シンジ（龍騎） - 水谷百輔
- ソウジ（カブト） - 川岡大次郎
- ショウイチ（アギト） - 山中聡
- 紅渡 - 瀬戸康史『仮面ライダーキバ』

### 「仮面ライダーW ビギンズナイト」
- 左翔太郎 - 桐山漣
- フィリップ - 菅田将暉
- 鳴海亜樹子 - 山本ひかる
- 刃野幹夫 - なだぎ武（ザ・プラン9）
- 園咲冴子 - 生井亜実
- 園咲若菜 - 飛鳥凛
- 園咲霧彦 - 君沢ユウキ
- ウォッチャマン - なすび
- サンタちゃん - 腹筋善之介
- 真倉俊 - 中川真吾
- クイーン - 板野友美（AKB48）
- エリザベス - 河西智美（AKB48）
- 睦月安紗美 - 渋谷飛鳥
- ロベルト志島[注釈 22] - 手塚とおる
- 睦月恵理香 - 沢井美優
- 謎の男[注釈 23] - 木ノ本嶺浩
- 園咲琉兵衛 - 寺田農
- 鳴海荘吉 / 仮面ライダースカル - 吉川晃司

### 声の出演
- キバーラ - 沢城みゆき
- 電王 - 関俊彦『仮面ライダー電王』
- スカイライダー、ファイズ - 赤羽根健治
- スーパー1、J - 根本幸多
- ネオ生命体 - 本城雄太郎
- ディケイドライバー - マーク・大喜多
- ドラス - 酒井敬幸
- ナレーション - 鈴木英一郎
- ブレイド - 椿隆之（友情出演）『仮面ライダー剣』
- その他の声の出演 - 大村亨、穴井勇輝、丹野宜政、SATOSHI、須藤健士、小森秀一、荒井貫志
- ガイアメモリ - 立木文彦

### スーツアクター
- 仮面ライダーW[12][53]、仮面ライダーディケイド[12][53] - 高岩成二
- 仮面ライダースカル[出典 2]、仮面ライダーディエンド[12][54] - 永徳
- 仮面ライダーキバーラ[12]、タブー・ドーパント[12] - 小野友紀
- ナスカ・ドーパント[12] - 渡辺淳
- クレイドール・ドーパント[12] - 藤田慧
- 仮面ライダーJ[56]、マスカレイド・ドーパント[57][56] - 岡元次郎
- 石井靖見
- 蜂須賀祐一
- 竹内康博
- おぐらとしひろ
- 押川善文
- 仮面ライダーブレイド（一部）[58]、仮面ライダーキバ（一部）[58]、ライオトルーパー[58]、ショッカー戦闘員[58] - 金田進一
- 五味涼子
- 仮面ライダークウガ[40] - 伊藤教人
- 藤井祐伍
- 佐藤太輔
- 高田将司
- 横田遼
- 渡邉昌宏
- 村岡弘之
- 大岩主弥
- 浅井宏輔
- 高橋玲
- 佐藤義夫
- 村岡友憲
- 森村修一
- 蔦宗正人
- 玄也
- 村井亮
- 内川仁朗
- 遠藤誠
- 竹中寛幸
- 福井理沙
- 細川晃弘
- 岡田和也
- 神前元
- 岡田貴善[注釈 24]
- 白崎誠也
- 片伯部浩正
- 大岩剣也
- 渡辺隼斗
- 橋本恵子
- 平木ひとみ
- 野川瑞穂
- 金子佳代
- 中村博亮
- 金子起也
- 関谷健利

## スタッフ
- 原作 - 石ノ森章太郎（石森章太郎プロ）
- 脚本 - 米村正二（仮面ライダーディケイド 完結編）、 三条陸（仮面ライダーW ビギンズナイト）
- 音楽 - 中川幸太郎、鳴瀬シュウヘイ
- 製作 - 鈴木武幸（東映）、平城隆司（テレビ朝日）、日達長夫（東映ビデオ）、篠田芳彦（アサツー ディ・ケイ）、木下直哉（木下工務店）、田口三昭（バンダイ）
- 企画 - 中曽根千治（東映）、梅澤道彦（テレビ朝日）、加藤和夫（東映ビデオ）、松下洋子（アサツー ディ・ケイ）、西尾武信（木下工務店）、竹中一博（バンダイ）
- エグゼクティブプロデューサー - 杉山登（テレビ朝日）、山﨑立士（アサツー ディ・ケイ）、宿利博敏（木下工務店）
- 撮影 - 倉田幸治
- 照明 - 斗沢秀
- 美術 - 大嶋修一
- 録音 - 堀江二郎
- 編集 - 須永弘志
- 助監督 - 山口恭平、塩川純平
- スクリプター - たかいわれいこ
- 制作担当 - 本間隆廣
- ラインプロデューサー - 富田幸弘
- 絵コンテ - なかの★陽
- キャラクターデザイン - 早瀬マサト（石森プロ）、阿部統・田中宗二朗・田野辺尚伯・高木義弘（PLEX）
- クリーチャーデザイン - 寺田克也
- タックル・蜂女衣裳造型 - 竹田団吾
- 製作協力 - 東映テレビ・プロダクション
- スーパーバイザー - 小野寺章（石森プロ）
- プロデュース - 白倉伸一郎・塚田英明・武部直美・高橋一浩・和佐野健一（東映）、本井健吾（テレビ朝日）
- 特撮監督 - 佛田洋
- アクション監督 - 宮崎剛（ジャパンアクションエンタープライズ）
- 劇場版「W&ディケイド」製作委員会（東映、テレビ朝日、東映ビデオ、アサツー ディ・ケイ、木下工務店、バンダイ）
- 監督 - 田﨑竜太

## 主題歌
「Stay the Ride Alive」
作詞 - 藤林聖子 / 作曲 - Ryo / 編曲 - 中川幸太郎、Ryo / 歌 - GACKT
PVでは門矢士 / 仮面ライダーディケイド役で主演を務める井上正大が映画と同じ衣装で出演している。また、終盤にはWも登場している。

## 評価
丸の内TOEI1他全国292スクリーンで公開され、2009年12月12・13日の公開2日間で興収4億5,000万円・動員396,000人を記録し、映画観客動員ランキング（興行通信社調べ）で初登場第2位となった。この結果、第1位の『ONE PIECE FILM STRONG WORLD』と共に映画観客動員ランキングにおいて東映初の1位・2位独占という快挙を達成した。
また『劇場版 仮面ライダーアギト PROJECT G4』からの平成ライダー劇場版シリーズは今作13作目で累計観客動員1,000万人を突破した。最終興行収入は15億4,000万円を記録し、2018年時点で仮面ライダー劇場版シリーズの週末興行収入第2位、最終興行収入第4位となっている。

## 映像ソフト化
- 風都 presents 仮面ライダーW スペシャルイベント Supported by WINDSCALE（DVD1枚組、2010年4月21日発売）
  - 本作品公開を記念して開かれたイベントを収録。
  - 映像特典
    - 二回目公演 真倉刑事登場
- 仮面ライダー×仮面ライダー W&ディケイド MOVIE大戦2010 通常版（1枚組、2010年5月21日発売、Blu-ray / DVDでリリース）
  - 本編：劇場公開版本編を収録
  - 映像特典
    - 特報・劇場予告
- 仮面ライダー×仮面ライダー W&ディケイド MOVIE大戦2010 コレクターズパック（2枚組、2010年5月21日発売、Blu-ray / DVDでリリース）
  - ディスク1：本編ディスク（通常版と共通）
  - ディスク2：特典DVD
    - 仮面ライダー×仮面ライダー W&ディケイド MOVIE大戦2010 Making
    - 完成披露試写会 特別イベント
    - 完成披露試写会 舞台挨拶
    - 公開初日舞台挨拶 W&ディケイド編
    - 公開初日舞台挨拶 ディケイド編
    - 公開初日舞台挨拶 W編
    - TV Spot
    - Data File 1〜33
    - Data File 34〜56
    - Poster Gallery

  - 初回限定特典
    - 特製スリーブケース
- 仮面ライダー×仮面ライダー W&ディケイド MOVIE大戦2010 ディレクターズカット版（DVD1枚組、2010年9月21日発売）
  - 本編：約9分の未公開エピソードや追加バトルシーン、エンドロールだったシーンをストーリーに復活させ、ストーリー構成を『W ビギンズナイト』⇒『ディケイド 完結編』⇒『MOVIE大戦2010』の順に再構成した本編を収録
  - 音声特典
    - オーディオコメンタリー（監督：田﨑竜太）

  - 初回限定特典
    - 3Dポストカード
- 仮面ライダーW THE MOVIE ディレクターズカット Blu-ray BOX feat.ディケイド&オーズ（3枚組、2022年7月13日発売）
  - ディスク1：『仮面ライダー×仮面ライダー W&ディケイド MOVIE大戦2010』ディレクターズカット版Blu-ray
    - 音声特典
      - オーディオコメンタリー（監督：田﨑竜太 / DVD版と共通）

  - ディスク2：『仮面ライダーW FOREVER AtoZ/運命のガイアメモリ』ディレクターズカット版Blu-ray
    - 音声特典
      - オーディオコメンタリー（監督：坂本浩一×プロデューサー：塚田英明 / DVD版と共通）

    - 映像特典
      - ネット版 仮面ライダーW FOREVER AtoZで爆笑26連発

  - ディスク3：『仮面ライダー×仮面ライダー オーズ&ダブル feat.スカル MOVIE大戦CORE』ディレクターズカット版Blu-ray
    - 音声特典
      - オーディオコメンタリー（監督：田﨑竜太 / DVD版と共通）

  - 初回限定特典
    - ブックレット

## 他媒体展開

### 漫画
『風都探偵』
- 脚本 - 三条陸 / 作画 - 佐藤まさき / 監修 - 塚田英明 / クリーチャーデザイン - 寺田克也

『週刊ビッグコミックスピリッツ』36・37合併号（2017年8月7日発売）より連載中の漫画。
第47話から第55話までのエピソード「sの肖像」で、ビギンズナイトについての詳細が描かれている。後にアニメ映画化された（後述）。

### 他映画
『仮面ライダー×仮面ライダー×仮面ライダー THE MOVIE 超・電王トリロジー EPISODE YELLOW お宝DEエンド・パイレーツ』（2010年6月19日公開）
『仮面ライダーディケイド』と『仮面ライダー電王』の映画作品。仮面ライダースカルが登場。
『仮面ライダー×仮面ライダー オーズ&ダブル feat.スカル MOVIE大戦CORE』（2010年12月18日公開）
『仮面ライダーオーズ/OOO』と『仮面ライダーW』の映画作品。鳴海荘吉 / 仮面ライダースカルが『仮面ライダースカル メッセージforダブル』の主人公として登場。

### アニメ映画
『風都探偵 仮面ライダースカルの肖像』
上記の漫画作品を原作としたアニメ映画。本作品や漫画で描かれたエピソードにプラスして、新たにミュージアム側の人物およびその人物が変身したドーパントとの戦闘が加えられている。

### 配信作品
スピンオフ作品『RIDER TIME 仮面ライダーディケイドVSジオウ ディケイド館のデスゲーム』（2021年2月9日 - 21日配信）
東映特撮ファンクラブで配信された『仮面ライダーディケイド』と『仮面ライダージオウ』のスピンオフ作品。仮面ライダーキバーラが登場。

### 小説
『S.I.C. HERO SAGA』
月刊ホビージャパンで連載中のジオラマ小説。
『MASKED RIDER DECADE EDITION -ストロンガーの世界-』
『仮面ライダーディケイド』と『仮面ライダーストロンガー』のクロスオーバー小説作品。
本作品やテレビシリーズとは異なる世界観になっているが、『ディケイド 完結編』に登場した岬ユリコに関わっていくある真実が語られている。
『MASKED RIDER KIVA EDITION -KING OF VAMPIER-』
『仮面ライダーキバ』の最終回のIF編における小説作品。仮面ライダーキバーラが登場。
『MASKED RIDER DECADE EDITION -オーズの世界-』
『仮面ライダーディケイド』と『仮面ライダーオーズ/OOO』と『仮面ライダー鎧武/ガイム』のクロスオーバー小説作品。
本作品の終盤において、新たな旅に出た光写真館のその後の旅が描かれており、夏海が未だにライダー大戦の悪夢に悩まされており、破壊者としての使命を終えた士がライダー大戦を再び起こさせないと努めている一面が描かれている。
また、『ディケイド 完結編』において登場した、鳴滝が変身したゾル大佐が再登場する。
『KAMEN RIDER W EDITION -Playback-』
『仮面ライダーW』の小説作品。仮面ライダースカルが登場。